# 苏联—南斯拉夫关系

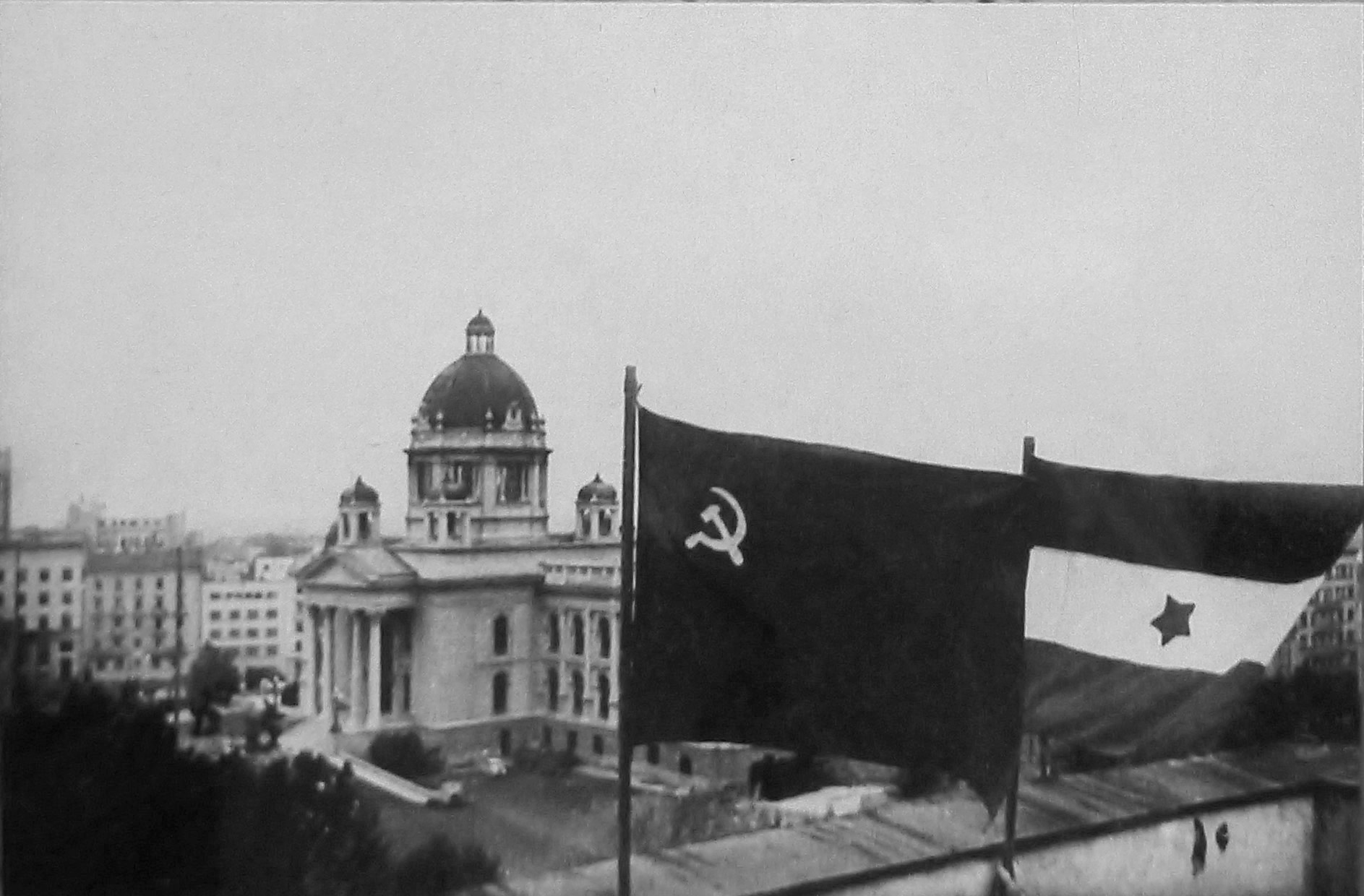
1944年南斯拉夫贝尔格莱德国会大厦前的南斯拉夫与苏联国旗

苏南关系指的是历史上苏联与南斯拉夫之间的外交关系。
历史上，苏联与南斯拉夫两国之间的关系跌宕起伏。苏联与南斯拉夫都是以斯拉夫人为主体的国家、且历史上都深受东正教影响。一战之前，俄罗斯帝国与塞尔维亚、黑山等南斯拉夫国家之间也很亲密。但十月革命之后，南斯拉夫王国与苏联之间的关系却因为意识形态的巨大差异而相当险恶。南斯拉夫王国是最晚承认苏联的欧洲国家之一，直到1940年才给予苏联外交承认:18。
1945年，随铁托领导的南斯拉夫民族解放反法西斯议会解放南斯拉夫、在南斯拉夫建立起斯大林体制，苏南两国关系进入蜜月期。但1948年后，随铁托与斯大林之间因巴尔干联邦等问题爆发冲突，两国一度决裂。1953年斯大林去世后，两国关系开始缓和。1955年，苏南两国签署《贝尔格莱德宣言》，标志两国关系正常化。但因南斯拉夫在外交上奉行不结盟主义，苏南两国的关系一直处于不冷不热的状态。
另一方面，20世纪60年代到80年代间，两国的经贸关系日益紧密。这一时期，苏联成为了南斯拉夫文化产品的主要出口国，许多南斯拉夫作家的书籍被翻译、介绍到苏联，南斯拉夫拍摄的电影也有不少在苏联公映。20世纪90年代初，随冷战结束，苏联与南斯拉夫先后解体，苏南关系随之走入历史。南斯拉夫解体后，前南斯拉夫各国中，塞尔维亚选择接受、继承1940年后南斯拉夫与苏联签订的所有条约，而克罗地亚则是经过立法程序承认了一部分科教方面的协议（如高等教育互认等）。

## 战间期
虽然俄罗斯帝国与塞尔维亚、黑山等巴尔干的斯拉夫公国关系密切，十月革命后，组建不久的南斯拉夫王国基于强烈的反共意识形态却并不欢迎布尔什维克建立的苏联政权。俄国内战结束后，南斯拉夫接收了数万名反布尔什维克的白俄难民。南斯拉夫王国方面称，这是为了报答俄罗斯帝国过去对塞尔维亚的支持。1921年，在塞尔维亚宗主教的邀请下，流亡的俄罗斯正教会从科斯坦丁尼耶（伊斯坦布尔）迁到了南斯拉夫境内，并于次年在斯雷姆斯基卡尔洛夫齐（今属塞尔维亚）落脚，成为日后在外俄罗斯正教会的雏形。

## 二战

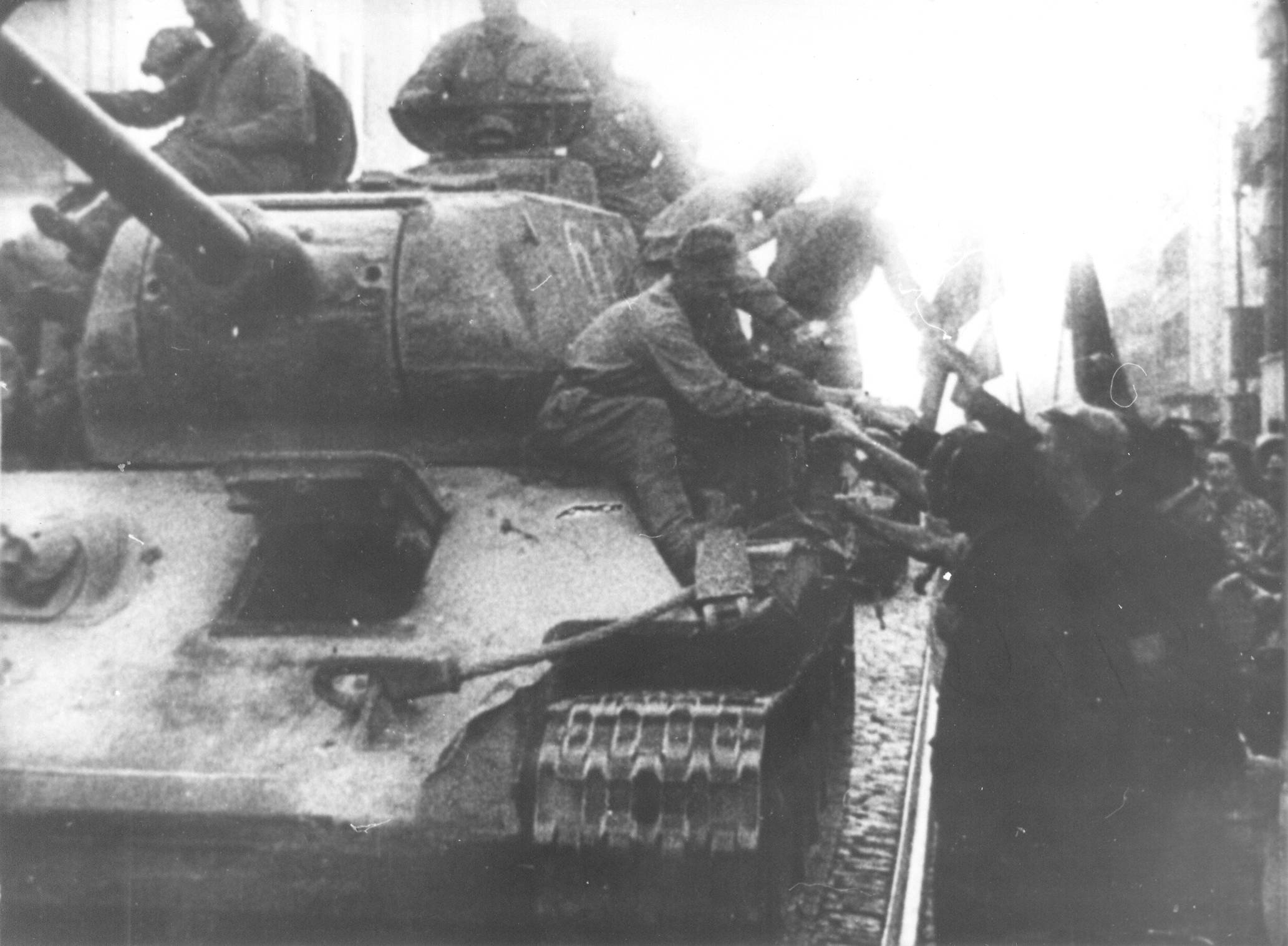
1944年10月，苏联红军受到贝尔格莱德市民的欢迎

1939年，二战爆发。1940年，南斯拉夫方才给予苏联外交承认，是最晚承认苏联的欧洲国家:18。
1941年3月25日，恐惧纳粹德国入侵的南斯拉夫摄政保罗亲王决定加入三国同盟条约，但迅速引发南斯拉夫社会的抗议。3月27日，彼得二世得到英国支持发动政变，解除保罗亲王的职务。4月6日，对南斯拉夫新政权不满的纳粹德国入侵南斯拉夫，迅速占领南斯拉夫全境，彼得二世逃到伦敦成立流亡政府。这个流亡政府得到苏联、美国、英国的承认。
但另一方面，铁托领导的南斯拉夫共产主义者反抗军于二战后期不断解放南斯拉夫的领土，并开始寻求美、苏、英三国的支持。早在1942年2月，英国就向南斯拉夫共产主义者反抗军派出了使团。1943年10月，铁托在莫斯科会见斯大林时就明确表示，他不会承认原南斯拉夫王国人士组成的伦敦南斯拉夫流亡政府。如果南斯拉夫国王执意要在战后复辟，他不惜为此打一场内战。当时的苏联实际上对南斯拉夫民族解放反法西斯议会的激进作风相当不满。尤其是，南斯拉夫民族解放反法西斯议会在没有询问苏联的情况下就自行宣告建立。在这样的背景下，1944年2月，苏联向南斯拉夫民族解放反法西斯议会派遣使节团:306-315。得到西方盟国的后勤与空军支援以及苏军地面部队支援的南斯拉夫民族解放反法西斯议会最终于1945年解放南斯拉夫全境。与诸多的东欧国家情况有很大不同的是，虽然苏军的支援对解放南斯拉夫，尤其是解放贝尔格莱德等东北部地区，起到了关键性的作用，但南斯拉夫的解放主要还是靠着铁托旗下的共产主义者反抗军完成的。同时，苏联也保证不对占据的南斯拉夫北部地区按占领区管理，当地的民政管理全由南斯拉夫方面负责。在苏军驻南斯拉夫半年期间，苏联的军人在南斯拉夫犯下两千多件诸如谋杀、强奸、抢劫等暴力犯罪案件，令铁托感到愤怒。于是，铁托加速了南斯拉夫警察与军队的组建工作。斯大林虽然并不否认这些事情，但称这些事情只不过是个别事件:347-348。

## 南斯拉夫社会主义联邦共和国的成立

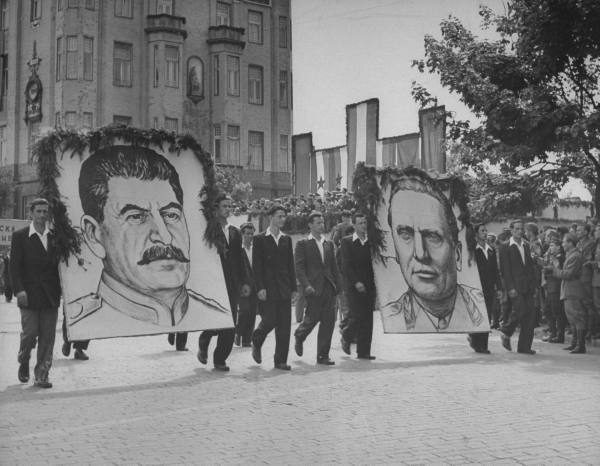
1946年贝尔格莱德的一场游行。左边举着的是斯大林的肖像，右边举着的则是铁托的肖像

1945年11月29日，南斯拉夫社会主义联邦共和国宣告成立。同年12月19日，苏联宣布承认南斯拉夫的新政权。1945年到1948年间，南斯拉夫与苏东阵营的各国先后建交并签署友好条约，苏联与南斯拉夫进入蜜月期。共产党和工人党情报局的总部最初也设在南斯拉夫首都贝尔格莱德。不过，1945年11月，铁托在接受美国《时代周刊》采访时表示“南斯拉夫人民与苏联人民之间有着深刻而温暖的同理心、友情，以及兄弟情谊，但也没什么特别的”，似乎显示出一种对苏联保持相对独立的意愿。

## 苏南决裂
1945年后，虽然苏南两国的关系看似亲密，实际两国却并非全无冲突。南斯拉夫对第里雅斯特自由区与克恩顿州的部分地区的领土主张，以及南斯拉夫表现出主导巴尔干半岛的野心，都多少令斯大林感到不快。斯大林尤其不满于南斯拉夫与保加利亚、阿尔巴尼亚违反苏联的命令，在希腊内战中支持希腊共产党。民间层面，苏联人对南斯拉夫的优越感也为苏南两国的决裂埋下了种子。
1948年初，苏南两国之间关系跌至谷底，斯大林发表公开信，将苏联与南斯拉夫之间的矛盾上升到意识形态层面。苏联当时认为，只要苏联不再支持铁托，铁托很快就会倒台。这期间，斯大林甚至多次尝试暗杀铁托，不过都没有成功。不过，铁托政权最终并未如苏联所想一般崩溃，反而使铁托在南斯拉夫的威信大增。
与苏联交恶使南斯拉夫不得不调整外交政策，开始寻求西方世界，尤其是美国的支持。另一方面，在失去苏联支持后，南斯拉夫经济也面临很大压力。在压力驱动下，南斯拉夫对经济进行了改革，奠定了日后工人自治等制度的基础。20世纪50年代，南斯拉夫代表甚至还在联合国谴责称，是苏联发动了朝鲜战争。

## 关系正常化

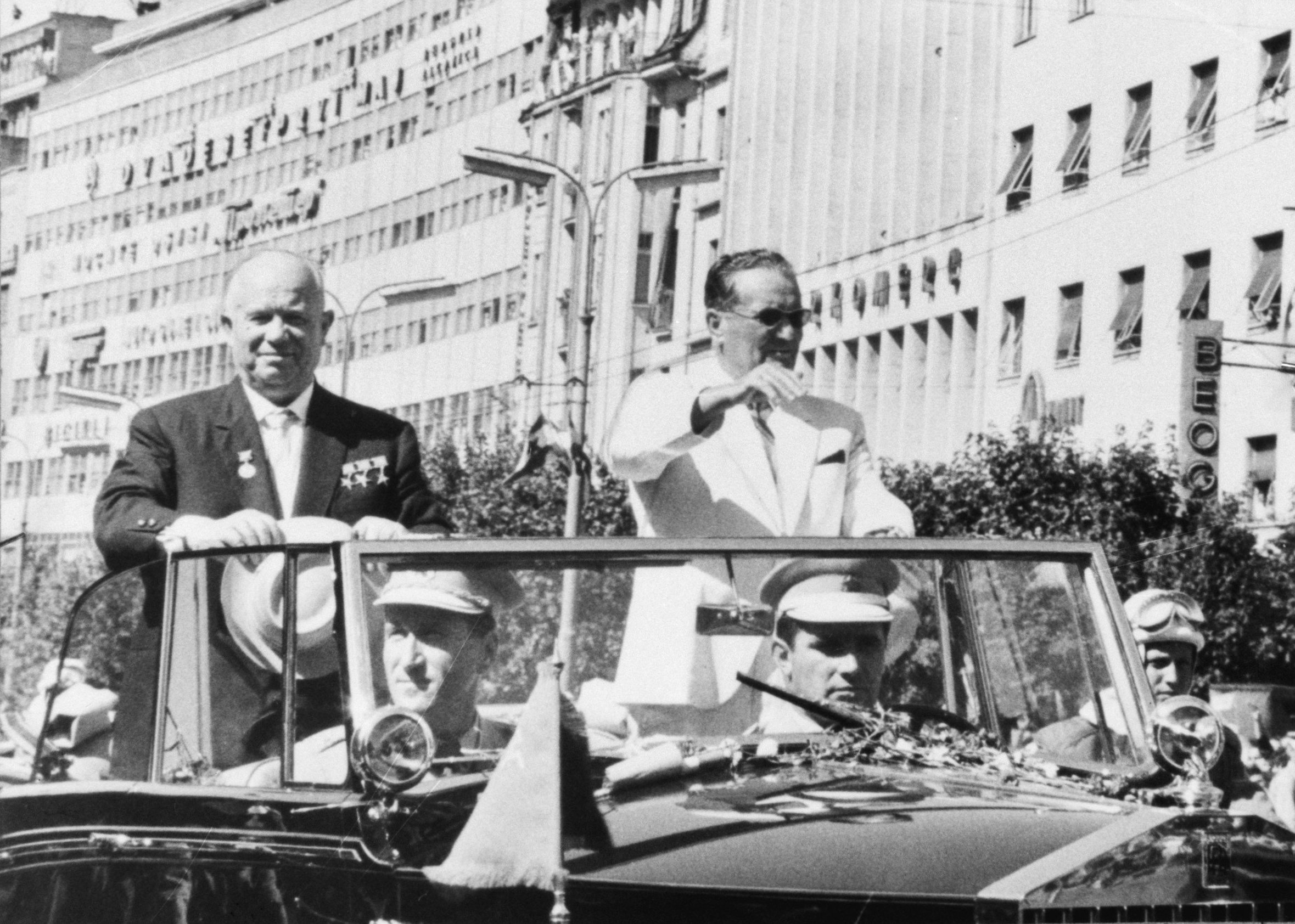
铁托与赫鲁晓夫在一起。摄于1963年贝尔格莱德

斯大林去世后，伴随苏联的去斯大林化运动，苏南两国的关系逐渐回暖。这期间，南斯拉夫成为不结盟运动的创始国之一，外交政策开始向不结盟主义倾斜。1955年6月2日，铁托与赫鲁晓夫签署《贝尔格莱德宣言》，标志着两国关系的正常化。不过，1955年后两国关系大部分时期处于一种不冷不热的状态，后来的波匈事件与布拉格之春都使南斯拉夫对苏联心生芥蒂。南斯拉夫在波匈事件以及布拉格之春中都表示对苏联入侵的反对。在布拉格之春后，南斯拉夫还敞开大门接收逃出捷克斯洛伐克的难民。不少难民经由南斯拉夫移民到西方世界。1971年，随苏联决定对西方缓和，以及对联合国与不结盟运动采取更积极的态度，苏南两国的关系略有缓和。1972年，苏联授予铁托苏联的最高荣誉列宁勋章。但1979年，苏联入侵阿富汗时，南斯拉夫再次对苏联的入侵行为表示谴责，使两国关系再次走低。